# Lijst van Belgische gerechten en lekkernijen
Hieronder volgt een lijst van typisch Belgische gerechten.

## A
- Aalsterse vlaai (Aalst)
- Antwerpse handjes (Antwerpen)
- Asperges op zijn Vlaams
- Assekoeken (Asse)

## B
- Babelutten (West-Vlaanderen)
- Bevers gebak (Beveren)
- Bier
- Blinde vink
- Beuling met appelmoes
- Bodding
- Boekweitkoek
- Boulet à la liégeoise (Luik)
- Bresiliennetaart
- Broodpudding
- Brugse achten (Brugge)
- Brugse cigaretjes (Brugge)
- Brugse kletskoppen (Brugge)
- Brugse mokken (Brugge)
- Brugs beschuit (Brugge)
- Brugsch Swaentje (Brugge)
- Brusselse wafel (Brussel)

## C
- Canteclaergebak (Deinze)
- Chocolade
- Chocolademousse
- Cuberdon of Gentse neuzen (Gent)

## D
- Damse carrépannenkoek (Oostkerke)
- Damse mokken (Damme)
- Damse taart (Damme)
- Deinse Batjeskoek (Damme)
- Dendermondse paardenworsten (Dendermonde)
- Dendermondse Witten in Pauwel Kwak (Dendermonde)
- Diestse patattentaart (Diest)
- Diksmuidse boterkoeken (Diksmuide)
- Dinantse koek (Dinant)

## E
- Escavèche (Chimay)
- Elixir d'Anvers
- Elixir de Spa
- Elixer van Damme (Damme)

## F
- Fazant op Brabantse wijze
- Frieten
- Filet americain

## G
- Garnaalkroketten
- Gentse mokken (Gent)
- Geutelingen (Elst)
- Godelievekoekjes (Gistel)

## H
- Hesperolletjes (ook witloofrolletjes genoemd)
- Hopscheuten (Asse)
- Hutsepot
- Hasseltse speculoos

## K
- Kalletaart (Kortrijk)
- Kipkap
- Kletskoppen (Veurne)
- Klotsenbos (Lommel)
- Knapkoek (Maaseik)
- Koeklarings (Zottegem)
- Konijn gestoofd in bier
- Konijn met pruimen
- Kortrijkse beschuiten (Kortrijk)
- Kortrijkse peperbollen (Kortrijk)
- Kramiek

## L
- Lommelse Zandkoeken (Lommel)
- Loons gebak (Borgloon)
- Lackmans
- Liers vlaaike (Lier)
- Limburgse vlaai
- Lokerse paardenworst
- Luikse salade (Luik)
- Luikse wafel (Luik)
- Lukken (West-Vlaanderen)

## M
- Mastel
- Mattentaart (Geraardsbergen)
- Mechels margrietje (Mechelen)
- Mechelse koekoek (Mechelen)
- Miserables (Knokke)
- Mazarinetaart (Poperinge)

## O
- Oostendse zeebeschuitjes (Oostende)

## P
- Pain à la grecque (Brussel)
- Paling in 't groen
- Pannenkoek
- Peperkoek
- Potée liégoise (Luik)
- Pralines
- Puttenslagersgebak (Beveren)

## R
- Rijstevlaai (rijsttaart)
- Rijstpap
- Rivierpaling
- Riz condé

## S
- Saharataart (Lommel)
- Sint-maartensgebak (Beveren)
- Stampe - Aardappelpuree op basis van karnemelk
- Speculoos
- Speculoospasta
- Stoofvlees
- Smoutebollen

## T
- Tarte al djote (Nijvel)
- Tomaat-garnaal (tomate-crevettes)

## V
- Vlaamse karbonaden
- Vleesbrood

## W
- Waterzooi (Gent)
- Worstenbrood